# Hypocrites elgonensis
Hypocrites elgonensis är en skalbaggsart som först beskrevs av Aurivillius 1925.  Hypocrites elgonensis ingår i släktet Hypocrites och familjen långhorningar. Inga underarter finns listade i Catalogue of Life.